# Nezumia
Nezumia is een geslacht van straalvinnige vissen uit de familie van rattenstaarten (Macrouridae). Het geslacht is voor het eerst wetenschappelijk beschreven in 1904 door Jordan & Starks.

## Soorten
- Nezumia aequalis (Günther, 1878)
- Nezumia africana (Iwamoto, 1970)
- Nezumia aspidentata Iwamoto & Merrett, 1997
- Nezumia atlantica (Parr, 1946)
- Nezumia bairdii (Goode & Bean, 1877)
- Nezumia brevibarbata (Barnard, 1925)
- Nezumia brevirostris (Alcock, 1889)
- Nezumia burragei (Gilbert, 1905)
- Nezumia cliveri Iwamoto & Merrett, 1997
- Nezumia coheni Iwamoto & Merrett, 1997
- Nezumia condylura Jordan & Gilbert, 1904
- Nezumia convergens (Garman, 1899)
- Nezumia cyrano Marshall & Iwamoto, 1973
- Nezumia duodecim Iwamoto, 1970
- Nezumia ectenes (Gilbert & Cramer, 1897)
- Nezumia evides (Gilbert & Hubbs, 1920)
- Nezumia holocentra (Gilbert & Cramer, 1897)
- Nezumia infranudis (Gilbert & Hubbs, 1920)
- Nezumia investigatoris (Alcock, 1889)
- Nezumia kamoharai Okamura, 1970
- Nezumia kapala Iwamoto & Williams, 1999
- Nezumia kensmithi Wilson, 2001
- Nezumia latirostrata (Garman, 1899)
- Nezumia leucoura Iwamoto & Williams, 1999
- Nezumia liolepis (Gilbert, 1890)
- Nezumia longebarbata (Roule & Angel, 1933)
- Nezumia loricata (Garman, 1899)
- Nezumia merretti Iwamoto & Williams, 1999
- Nezumia micronychodon Iwamoto, 1970
- Nezumia milleri Iwamoto, 1973
- Nezumia namatahi McCann & McKnight, 1980
- Nezumia obliquata (Gilbert, 1905)
- Nezumia orbitalis (Garman, 1899)
- Nezumia parini Hubbs & Iwamoto, 1977
- Nezumia polylepis (Alcock, 1889)
- Nezumia propinqua (Gilbert & Cramer, 1897)
- Nezumia proxima (Smith & Radcliffe, 1912)
- Nezumia pudens Gilbert & Thompson, 1916